# Microrregión de Chapadinha
La Microrregión de Chapadinha es una de las  microrregiones del estado brasileño del Maranhão perteneciente a la Mesorregión del Este Maranhense. Su población fue estimada en 2006 por el IBGE en 190.178 habitantes y está dividida en nueve municipios. Posee un área total de 10.030,543 km².

## Municipios
- Anapurus
- Belágua
- Brejo
- Buriti
- Chapadinha
- Mata Roma
- Milagres do Maranhão
- São Benedito do Rio Preto
- Urbano Santos